# Hmong njua
Pour les articles homonymes, voir hnj.
Le hmong njua (ou hmong vert) est une langue hmong parlée  en Chine (provinces de Guizhou, Sichuan et Yunnan), au Laos, en Thaïlande et au Viêt Nam, ainsi que parmi la diaspora hmong, notamment aux États-Unis et en France.
Il est proche du hmong daw, le hmong blanc, bien que l'intercompréhension soit parfois délicate, notamment en raison de différences de prononciation; par exemple le d du hmong blanc est prononcé tl en hmong vert.